# Сања Поповић Пантић
Сања Поповић Пантић је докторка економских наука у Институту Михајло Пупин и водећа национална консултанткиња за област женског предузетништва у Србији. Води секторску групу за женско предузетништво у оквиру Европске мреже предузетништва (ЕЕН) и руководилац Удружења пословних жена Србије.

## Образовање
Сања је рођена у Београду. Дипломирала је на Економском факултету, Универзитета у Београду 1993. године у области маркетинга. Године 2000. Завршила је специјализацију у области менаџмента на институцији International Executive Development Center (IEDC) у Бледу, Словенија. Другу специјализацију је завршила исте године на институцији Група Експерата G17+ у области економске политике. Мастер је завршила 2005. године на Економском факултету, Универзитета у Београду у области маркетинга. А на Универзитету у Брајтону, Велика Британија, добила је сертификат Иновациони Консултант за мала и средња предузећа 2006. године у области за мала и средња предузећа. Докторирала је на тему женског предузетништва 2013. године, на Економском факултету, Универзитета у Београду.

## Каријера
Руководи Удружењем пословних жена, највећом организацијом предузетница у Србији, од 1998. године. У том периоду је координирала близу 130 пројеката у области економског оснаживања жена и подршке њиховим предузетничким пројектима и иницијативама. Учествовала је и управљала и међународним пројектима. Објавила је научне радове и две књиге у области женског предузетништва. Запослена је као истраживачица у Центру за истраживање развоја науке и технологије, института Михајло Пупин. Такође се бави и консултантским радом на европским пројектима развоја предузетништва у Србији и водећи је национални консултант за питања развоја женског предузетништва.

### Признања
Сања је добила признања:
- признање од Министарства економије и регионалног развоја (2008. године)[2]
- награду Планета Бизнис (2012. године)[3]
- награду Економетар (2012. године)[3]
- награду Међународне алијансе жена са седиштем у Вашингтону (2012. године)[3]
- признање Капетан Миша Атанасијевић (2017. године)[4]